# 李諤 (隋朝)
李谔（?—?），隋朝官员，字士恢，赵郡人。
李谔好学，通晓辞章，能写文章。在北齐为中书舍人，有口才，常常接待南陈使者。周武帝平北齐，拜他为天官都上士，李谔见杨坚仪表非凡，于是与他深交。杨坚为丞相，李谔很被亲近，常常向他咨询得失。当时经常发生战争，国家财用被空耗，李谔上奏《重谷论》来劝谏。杨坚深深采纳。隋朝受禅，李谔历任比部、考功二曹侍郎，赐爵南和伯。李谔性情公正方直，明达世务，被当时舆论所推重。转任治书侍御史，隋文帝杨坚对群臣说：“朕原来是为大司马，每每请求到朝外任职，李谔上书十二策，苦劝不赞同，朕于是决意在朝内。现在这个事业，是李谔之力。”赐给他布帛二千段。
李谔见礼教凋敝，公卿去世，他们的爱妾侍婢，子孙或嫁或卖，已成风俗。李谔上书劝谏。李谔又因为写文章的人物，举止轻薄，互相效仿，乐此不疲，于是上书批评。李谔又以当官的人喜欢自我标榜夸耀，又上奏批判。文帝以李谔前后所上奏的文章颁示天下，四海迅速响应，大大革除了弊端。李谔在任数年，尽力存大体，不追求严猛，于是没有刚正忠直的声誉，而暗中多有匡正。邳公苏威以为路旁的店舍，都是求利之徒，他们的事业污杂不纯，没有敦本务农之义，于是上奏隋文帝，让他们限期归农，有愿意做买卖的，所在州县录在市籍，还是撤毁他们的旧店，让他们远离道路，营业限以时日。正值寒冬，没有人敢陈诉。李谔因有其他差事出使地方，见这件事竟然如此，认为士农工商四民有业，各安附本行，路旁旅店酒亭，自古不能一概而论，即附于市籍，于理不合，而且这是行旅之人所依托的，岂能一朝废除，只会引起烦劳扰乱，对事情不合适，于是专断，令店舍还是依旧，出使后还京，然后奏闻皇帝。文帝赞同他说：“体国之臣，应当如此。”因为年老，出拜通州刺史，很有好的政绩，百姓悦服。三年后，在官任上去世，李谔有四子。李大体、李大钧，都官至尚书郎。世子李大方袭爵，最有才能品德，大业初年，充当内史舍人。隋炀帝正想要任用他，却去世了。

## 延伸阅读
[在维基数据编辑]
 《隋書·卷66》，出自魏徵《隋书》
 《北史·卷077》，出自李延壽《北史》